# Flamurtari Wlora
Flamurtari Football Club Vlorë  – albański klub piłkarski z miasta Wlora, występujący w Kategoria Superiore – najwyższej klasie rozgrywek ligowych w Albanii. Założony w roku 1923.

## Sukcesy
- Mistrzostwo Albanii: 1991
- Puchar Albanii: 1985, 1988, 2009, 2014

## Europejskie puchary
Legenda do wszystkich tabel:
- Q – runda eliminacyjna, 1/16, 1/8, 1/4, 1/2 – odpowiednia faza rozgrywek, Grupa – runda grupowa, 1r gr – pierwsza runda grupowa, 2r gr – druga runda grupowa, F – finał, R – runda, PO – play-off
- k. – rzuty karne, los. – losowanie, Dogr. – dogrywka, w. – zasada bramek strzelonych na wyjeździe

| Sezon   | Rozgrywki                 | Runda | Klub                | Dom | Wyjazd | Ogólnie |
| ------- | ------------------------- | ----- | ------------------- | --- | ------ | ------- |
| 1985/86 | Puchar Zdobywców Pucharów | 1R    | HJK Helsinki        | 1–2 | 2–3    | 3–5     |
| 1986/87 | Puchar UEFA               | 1R    | FC Barcelona        | 1–1 | 0–0    | 1–1, w. |
| 1987/88 | Puchar UEFA               | 1R    | Partizan Beograd    | 2–0 | 1–2    | 3–2     |
| 1987/88 | Puchar UEFA               | 2R    | Wismut Aue          | 2–0 | 0–1    | 2–1     |
| 1987/88 | Puchar UEFA               | 1/16  | FC Barcelona        | 1–0 | 1–4    | 2–4     |
| 1988/89 | Puchar Zdobywców Pucharów | 1R    | Lech Poznań         | 2–3 | 0–1    | 2–4     |
| 1990/91 | Puchar Zdobywców Pucharów | 1R    | Olympiakos SFP      | 0–2 | 1–3    | 1–5     |
| 1991/92 | Puchar Europy             | 1R    | IFK Göteborg        | 1–1 | 0–0    | 1–1, w. |
| 1996/97 | Puchar Zdobywców Pucharów | Q     | 1. HFC Humenné      | 0–2 | 0–1    | 0–3     |
| 2009/10 | Liga Europy               | 2Q    | Motherwell          | 1–0 | 1–8    | 2–8     |
| 2011/12 | Liga Europy               | 1Q    | Budućnost Podgorica | 1–2 | 3–1    | 4–3     |
| 2011/12 | Liga Europy               | 2Q    | FK Baumit Jablonec  | 0–2 | 1–5    | 1–7     |
| 2012/13 | Liga Europy               | 1Q    | Budapest Honvéd     | 0–1 | 0–2    | 0–3     |
| 2014/15 | Liga Europy               | 1Q    | Sioni Bolnisi       | 1–2 | 3–2    | 4–4, w. |
| 2014/15 | Liga Europy               | 2Q    | Petrolul Ploeszti   | 1–3 | 0–2    | 1–5     |